# Dolichopoda lustriae
Dolichopoda lustriae — вид прямокрилих комах родини рафідофорид (Rhaphidophoridae). Описаний у 2008 році. Вид є троглодитом, тобто постійним мешканцем печер.

## Поширення
Ендемік Греції. Поширений у двох-трьох печерах у центральній частині країни.